# Kalchik
Kalchik (tiếng Ukraina: Кальчик) là một con sông ở Donetsk Oblast của Ukraine. Nó chảy từ Listvanka vào Kalmius, nó chảy vào gần thành phố Mariupol. Các nhà sử học cho rằng con sông này là bối cảnh diễn Trận sông Kalka giữa Đế quốc Mông Cổ và Kiev Rus' vào năm 1223. Đây cũng là nơi diễn ra của một trận chiến nhỏ hơn trong cuộc nội chiến Mông Cổ năm 1381.